# Ран Мори
Ран Мори — персонаж манги и аниме «Детектив Конан». Ей 17 лет, она дочь детектива Того Мори, адвоката Эри Кисаки и подруга детства Синъити Кудо и его невесты. Ран не знает, что Синъити такой же, как Конан, но иногда она это подозревает.